# Jerónimo Cardoso
Jerónimo Cardoso (Lamego, c. 1508 – , 1569) foi um latinista, romanista, lusitanista e lexicógrafo português do século XVI.

## Obras
Dicionários
- Dictionarium iuventuti studiosae admodum frugiferum, Coimbra, 1551 (latim-português)
- Dictionarium iuventuti studiosae admodum frugiferum. Nunc diligentiori emendatione impressum, Coimbra, 1562 (latim-português)
- Dictionarium ex lusitanico in latinum sermonem, Lisboa, 1562–1563 (português-latim)
- Dictionarium latino-lusitanicum et vice versa lusitanico-latinum, cum adagiorum ferè omnium iuxta seriem alphabeticam perutili expositione. Nove omnia per Hieronymum Cardosum Lusitanum congesta. Recognita vere omnia per Sebastianum Stokhamerum [Sebastian Stockhammer] Germanum, Coimbra, 1569–1570, 1588, 1592, 1601, 1613, 1619, 1630, 1643, 1677, 1694, 1695 (latim-português 1562; 4000 Adagia de Erasmo de Roterdão)

Outras obras
- Oração de sapiência proferida em louvor de todas as disciplinas, Coimbra, 1550, 1963, 1965
- Obra literária I. Prosa latina. II. Poesia latina, Telmo Corujo dos Reis, 2.º volume, Coimbra, 2009